# Єрмоленко Андрій Іванович
Єрмоленко Андрій Іванович (нар. 24 січня 1974 Київ, УРСР) — український художник, ілюстратор і дизайнер, артдиректор «Українського тижня». Лауреат Національної премії України імені Тараса Шевченка (2024). Широко відомий в Україні завдяки нашивкам для сотень Євромайдану і воїнів АТО (зокрема, «Укроп») та серії неофіційних логотипів для найбільших міст України «United Colours of Ukraine».

## Життєпис

### Дитинство та юність
Андрій Єрмоленко народився 24 січня 1974 року в місті Києві в родині науковців. Малювати почав у три роки, і першим шедевром виявилася собака з лапами-ковбасами. У п'ять років намалював п'ятиногу собаку за яку отримав м'яку іграшку на конкурсі. 
|                     | Як на мене, проблеми починаються там, де немає освіти. Там, де люди не знають своєї історії, не знають своєї літератури, там починається біда. Неосвіченими легше маніпулювати. |
| — Андрій Єрмоленко, | |

З дитинства захоплювався Тарасом Шевченком, слухав розповіді своєї бабусі про Нестора Махна, якого та знала особисто. Навчався у школі № 200 м. Києва, яку закінчив у 1991 році

### Закінчення школи та початок мистецької кар'єри
Після закінчення школи вступив у Київський національний університет ім. Т.Шевченка на факультет «Хімія». У студентські роки, коли Андрій Єрмоленко писав дисертацію і ставив експерименти, він мав багато вільного часу, який присвятив своєму хобі. Після закінчення університету почав учителювати у школі № 200 м. Києва за фахом, де пропрацював 3 роки. Про це він сам казав:
|                     | Я закінчив університет, пішов на роботу за фахом. Мені було цікаво спробувати вийде в мене чи ні. До речі, мені дуже подобалось. Учитель – це одна з найцікавіших професій із-поміж усіх, які можуть бути в світі. |
| — Андрій Єрмоленко, | |

За словами Андрія, він покинув свою роботу через малий прибуток. Коли малювання стало приносити йому більше грошей, воно з хобі перетворилося на професію. З 2000 р. до 2004 р. був головним дизайнером компанії «Lucky.net». Пізніше, у період з 2004 р. до 2006 р. Андрій — головний дизайнер журналу «Час.ua». У 2006—2007 рр. — головний дизайнер журналу «Профіль». Вже з 2007 р. по теперішній час артдиректор журналу «Український тиждень».

## Мистецький шлях

### Потяг до малювання
Малювати почав рано, з трьох років. У п'ять років отримав першу нагороду за свій малюнок. Багато часу присвятив малюванню у студентські роки. Малював мультиплікаційні фільми. Незважаючи на потяг до мистецтва, Андрій вибрав факультет «Хімія». Тільки потім він зрозумів, що йде хибним шляхом:
|                     | В один прекрасний момент, коли сидів у лабораторії i дивився на самописець, а поруч у реакторі ковбасились бактерії, я зрозумів, що так і пройде моє життя. І я усвідомив, що це мені не подобається. Наступного ж дня я написав заяву на звільнення і пішов малювати. |
| — Андрій Єрмоленко, | |

Андрій Єрмоленко спробував малювати різними стилями, але найбільше захопився технікою диджитал-арт. Як стверджував сам Андрій, першим джерелом натхнення для нього були гроші. Спочатку у нього замовляли оформлення книг і брошур. За замовлення Мухарського, він створив серію робіт про анархію, яку й сам давно мріяв зробити.

### Серія «MAMA-ANARHIYA»
Натхнення створення серії робіт про анархію отримав від розповідей своєї бабусі про Нестора Махна. З роботою «Не за горами кари час» пов'язаний скандал. Партія «Свобода» використала козака з оригінального арту Андрія Єрмоленка у своїй рекламній кампанії. У відповідь Андрій Єрмоленко не подав до суду на партію:
|                     | Не судився, бо «Свобода» повелася дуже чемно: зателефонувала мені, перепросила і сказала, що все відшкодує. А я сказав, що мені не потрібні їхні прилюдні вибачення. |
| — Андрій Єрмоленко, | |

### Серія «Шевченкініана»
Андрій Єрмоленко створив серію робіт «Шевченкініана», де Шевченко був виставлений у ролі Будди, рок-зірки, міліціонера. Ідею створення диджитал-артів про Тараса Григоровича Шевченка виношував давно.
Поштовхом до зображення видатного українського поета була книга Олеся Бузини:
|                     | Крім того була ганебна книга Олеся Бузини, який брудними руками заліз до «білизни» поета i почав копирсатися. Так, багато з того, що написав Бузина, є правдою i я її знав. Так, Шевченко був гульвісою, випивав, та попри це він був і залишається генієм. |
| — Андрій Єрмоленко, | |

Завершена серія картин зберігалася півроку, до її показу на Майдані Незалежності.

### Каталог «Жлобологія»
У 2004 році художник Іван Семесюк почав свої дослідження зі «жлобства». До нього долучились Ніна Мурашкіна, Олекса Ман, Сергій Коляда, Сергій Хохол, Андрій Єрмоленко та багато інших митців. Їх зібрав і очолив проєкт Антін Мухарський. Завданням місії було зафіксувати те, що не подобалось у суспільстві. Про дослідження Андрій Єрмоленко казав: 
|                     | Перед тим, як почати лікування, хворого треба визнати хворим. Те саме відбувалось i з нашим суспільством, яке серйозно було вражене недугом — жлобством. Симптоматика спостерігалась на усіх щаблях: від самого верху до самого низу. |
| — Андрій Єрмоленко, | |

Роботи були презентовані у Мистецькому Арсеналі, але за умови дотримання цензури: деякі фрагменти артів мали бути закриті.

### Серія «United colors of Ukraine»
Серія «United colors of Ukraine» — серія логотипів українських міст створена Андрієм Єрмоленком на замовлення українського бренду одягу Chapaev Street. Серія включає у собі 24 логотипи міст центрів областей та АР Крим. Також до серії включено український тризуб та логотип України. Разом з компанією Chapaev Street були виготовлені футболки Yürek  з кримськотатарськими орнаментами. Зібрані кошти від продажу збираються для родини хлопця, який постраждав у Криму. Над створення логотипів Андрій Єрмоленко працював більше року.

### Серія «Зоряна Україна»
Серія «Зоряна Україна» включає в собі 8 робіт, головними героями яких виступають знайомі зі світу «Зоряних війн» персонажі, стилізовані під український мотив. Про цю серію автор казав: 
|                     | Я побачив на стіні напис: «Йода, проснись, ситхи ху*ют». Побачив і уявив Йоду з бандурою, такого собі мамая-джедая. Це автентика, сучасна й весела. |
| — Андрій Єрмоленко, | |

## Нагороди і відзнаки
2024:
- лауреат Національної премії України імені Тараса Шевченка (2024) за серію художніх робіт «Ukrainian resistance // Український опір»[15].

## Критика
Ярослава Куцай, один з авторів статей на сайті Gazeta.zn.ua [Архівовано 12 травня 2017 у Wayback Machine.], пише про Андрія Єрмоленка:
|                   | Він — один з засновників жлоб-арту — мистецтва більш ніж актуального. Саме з його легкої руки "вистрибнули" на вітчизняну анімаційну арену Гопуня та Повійка. Андрій не погодився з офіційними Гарнюнєю та Спритком і намалював власні символи України. |
| — Ярослава Куцай, | |

Деякі роботи сучасних українських художників, а зокрема й Андрія Єрмоленка, потрапили на виставку «Just Art» на Kunstmarkt, що відбулася в Женеві. Авторитетний критик Сабіна Фогель (Sabine B. Vogel) описала одну з робіт Андрія Єрмоленка з серії «MAMA-ANARHIYA»:
|                    | Андрій Єрмоленко не робить секрету зі свого ставлення до російської окупації Криму: скелет, що тримає у руках хліб та сіль, традиційний дарунок при в'їзді в новий будинок. Навколо розташовані криваво-червоні троянди і пістолети, а на банері нижче написано: "Ласкаво просимо — смерть загрожує вам".Оригінальний текст (нім.) Andrew Ermolenko macht aus seiner Meinung zur russischen Annektion der Krim kein Geheimnis: Ein Skelett trägt Brot und Salz, die typischen Geschenke beim Einzug in ein neues Haus. Rundherum sind blutrote Rosen und Pistolen angeordnet, unten steht auf einem Spruchband „Willkommen – der Tod droht“. |
| — Сабіна Фогель, . | |

## Громадська позиція
У червні 2018 року записав відеозвернення на підтримку ув'язненого у Росії українського режисера Олега Сенцова.
Андрій Єромоленко є співзасновником Армії Громад України (англ. Communities Army Of Ukraine, скорочено CAU) — спільноти, що об'єднує свідомих громадян різних країн світу в громадському русі на підтримку України, її боротьби за незалежність та сталий розвиток.